# شلومو بينيس
شلومو بينيس (بالعبرية: שלמה פינס‏) (5 أغسطس 1908 - 9 يناير 1990) عالم إسرائيلي في الفلسفة اليهودية والإسلامية، اشتهر بترجمته الإنجليزية لكتاب «دليل الحائرين» تأليف موسى بن ميمون.
حصل على جائزة إسرائيل في العلوم الإنسانية في عام 1968. 

## حياته
ولد بينيس في شارنتون لو بونت بالقرب من باريس عاصمة فرنسا، ونشأ متنقلا بين عدة مدن هي باريس وريغا وأرخانغلسك ولندن وبرلين. وكان والده، مائير بينيس، يعمل في التجارة، بجانب كونة عالما، حيث شكلت أطروحته في جامعة السوربون المحاولة الأولى في تاريخ الأدب اليديش.
وبين عامي 1926 و 1934 درس شلومو بينيس الفلسفة واللغات السامية واللغويات في جامعات هايدلبرغ وجنيف وبرلين. وكان من بين أصدقائه في برلين بول كراوس وليو شتراوس، وقد ساهم الأخير في المقال التمهيدي المطول لترجمة بينيس الكلاسيكية لكتاب «دليل الحائرين» لابن ميمون.
ومن عام 1937 إلى عام 1939 قام بتدريس تاريخ العلوم في الحضارة الإسلامية في معهد تاريخ العلوم في باريس. وفي عام 1940، غادر هو وعائلته إلى فلسطين على متن القارب الأخير الذي غادر مرسيليا قبل الاحتلال النازي لفرنسا (وخلاله ترحيل وقتل 25٪ من اليهود الفرنسيين).
وعمل شلومو بينيس في السنوات الأولى من قيام دولة إسرائيل أستاذًا في قسم الفكر اليهودي وقسم الفلسفة في الجامعة العبرية في القدس من عام 1952 حتى وفاته في عام 1990.
وفي عام 1971 اكتشف بينيس نسخة عربية تعود إلى القرن العاشر من كتاب «شهادة فلافيانوم» التي كتبها يوسيفوس فلافيوس بتشجيع من أغابيوس من هيرابوليس.  واكتشف بينيس أيضًا نسخة سريانية من كتاب يوسيفوس ترجع إلى القرن الثاني عشر كتبها ميخائيل السرياني.  ووفق تصريح العالم الرائد لويس فيلدمان فأن اكتشاف بينيس «أحدث ضجة كبيرة» في المجتمع الأكاديمي من خلال لفت الانتباه إلى عملين تاريخيين مهمين كانا قد تم إهمالهما بالكامل تقريبًا قبل ذلك الحين. 
كان بينيس يمتلك طلاقة لغوية ومعرفة واسعة في مجموعة متنوعة من اللغات الحديثة والقديمة، بما في ذلك العربية والسريانية والعبرية والفارسية والسنسكريتية والتركية والقبطية، والتي مكنته من تبؤأ مكانة فريدة في مجاله العلمي.

## الجوائز
- في عام 1968، حصل باينز على جائزة إسرائيل في العلوم الإنسانية.[2]
- في عام 1985، حصل على جائزة بياليك للفكر اليهودي (بالاشتراك مع هيليل بارتسل وديفيد فايس هاليفني).[5]

## أعماله الرئيسية
قامت جمعية شلومو بينيس بإتاحة معظم مقالاته مجانا للجمهور.
ومن أشهر كتبه:
- مساهمات في النظرية الإسلامية للذرات (1936)
- تطور مفهوم الحرية (1984)
- دليل الحائرين - الجزء الأول والثاني(1963)
- بين فكر إسرائيل وفكر الامم
- المسيحيون اليهود في القرون الأولى للمسيحية وفق مصدر جديد (1966)
- ملخص الفلسفة العربية، في تاريخ كامبردج للإسلام (1970).